# Clarisse Le Bihan
Clarisse Le Bihan (Quimperlé, 14 dicembre 1994) è una calciatrice francese, attaccante della Lazio.

## Carriera

### Club
Clarisse Le Bihan si appassiona al gioco del calcio fin da giovanissima, tesserandosi all'età di 5 anni con l'US Quimperloise, società della natia Quimperlé, dove impiegata nel ruolo di trequartista destro gioca nelle sue formazioni giovanili miste. Spostatasi a Vannes per motivi di studio, continua qui l'attività sportiva per poi trasferirsi a Ergué-Gabéric per la stagione 2007-2008.
Nel 2008 decide di accordarsi con il Quimper Cornouaille, la squadra femminile storica di Finistère a quel tempo iscritta alla Division d'Honneur (quarto livello del campionato francese femminile di calcio) della Ligue de Bretagne de football (lega della Bretagna) dopo la sua retrocessione dalla Division 3 (terzo livello) nel 2007, dove rimane una stagione. In seguito l'interessamento di Sonia Haziraj, a quel tempo allenatrice-giocatrice dello Stade Briochin, la convince a trasferirsi al club costarmoricano per la stagione 2009-2010, originariamente per inserirla nelle formazioni giovanili.
Alla sua prima stagione con il club di Saint-Brieuc Le Bihan è inserita in rosa sia con formazioni Under-16 e Under-17 che con quella titolare iscritta alla Division 1 Féminine, livello di vertice del campionato nazionale, debuttando in quest'ultima il 3 ottobre 2009, all'età di 14 anni, nell'incontro della seconda giornata di campionato dove lo Stade briochin viene battuto in casa 5-4 dal Saint-Étienne rilevando al 61' Marine Le Diodic. Le prestazioni offerte in quell'occasione convincono Haziraj a impiegarla con frequenza e a fine campionato colleziona 18 presenze alle quali si aggiunge la partita dei sedicesimi di finale di Coppa di Francia vinta 3-1 sulle avversarie del La Roche-sur-Yon, risultando impiegata dietro solo a Eugénie Le Sommer e Audrey Février, siglando inoltre 5 reti. Le Bihan condivide con le compagne una stagione ostica, complicata dalle sei sconfitte consecutive dalla prima alla sesta giornata di campionato, che tuttavia alla fine riesce a conquistare il nono posto in classifica e la conseguente salvezza, e il raggiungimento dei quadri di finale di Challenge de France, eliminate dal FCF Juvisy (3-0).
Con la riforma delle normative del campionato francese, dalla stagione 2010-2011 tutti club iscritti alla Division 1 femminile sono tenuti a iscrivere una squadra Under-19 nel Challenge National Féminin U19. A 16 anni Le Bihan condivide quindi le sue presenze alla sua seconda stagione nello Stade briochin tra la formazione Under-19 (3 partite e 5 reti) e quella titolare (13 partite e una rete in Division 1 Féminine 2010-2011), venendo inoltre richiesta dalla federazione francese per la nazionale Under-17 dove in seguito ritrova la compagna di squadra Griedge Mbock Bathy e Anaïs Ribeyra.
Prima dell'inizio della stagione 2011-2012 avviene un importante cambiamento nella storia sportiva della squadra, venendo assorbita dall'EA Guingamp per farne la sua sezione femminile, rilevando il diritto di iscrizione al campionato di D1. A causa di una frattura ad un piede, problema che le impedirà anche la presenza durante la fase finale dell'Europeo Under-17 2011, Le Bihan è costretta a disertare i campi da gioco per tutta la prima parte della stagione 2011-2012, riprendendo l'attività solo nel febbraio 2012 dove viene testata la sua tenuta fisica nell'amichevole tra la nazionale francese Under-19 e l'Hénin-Beaumont (2-1). Durante quel periodo le sue presenze nell'EA Guingamp sono limitate a 5 incontri in Division 1 e a 4 nel Challenge U19.

## Statistiche

### Presenze e reti nei club
Statistiche aggiornate al 3 maggio 2025.
| Stagione              | Squadra               | Campionato            | Campionato | Campionato | Coppe nazionali | Coppe nazionali | Coppe nazionali | Coppe internazionali | Coppe internazionali | Coppe internazionali | Altre coppe | Altre coppe | Altre coppe | Totale | Totale |
| Stagione              | Squadra               | Comp                  | Pres       | Reti       | Comp            | Pres            | Reti            | Comp                 | Pres                 | Reti                 | Comp        | Pres        | Reti        | Pres   | Reti   |
| --------------------- | --------------------- | --------------------- | ---------- | ---------- | --------------- | --------------- | --------------- | -------------------- | -------------------- | -------------------- | ----------- | ----------- | ----------- | ------ | ------ |
| 2009-2010             | Stade Briochin        | D1                    | 18         | 5          | CF              | 1               | 0               | -                    | -                    | -                    | -           | -           | -           | 19     | 5      |
| 2010-2011             | Stade Briochin        | D1                    | 13         | 1          | CF              | 1               | 0               | -                    | -                    | -                    | -           | -           | -           | 14     | 1      |
| Totale Stade Briochin | Totale Stade Briochin | Totale Stade Briochin | 31         | 6          | -               | 2               | 0               | -                    | -                    | -                    | -           | -           | -           | 33     | 6      |
| 2011-2012             | Guingamp              | D1                    | 5          | 0          | CF              | -               | -               | -                    | -                    | -                    | -           | -           | -           | 5      | 0      |
| 2012-2013             | Guingamp              | D1                    | 19         | 0          | CF              | 4               | 0               | -                    | -                    | -                    | -           | -           | -           | 23     | 0      |
| 2013-2014             | Guingamp              | D1                    | 17         | 3          | CF              | -               | -               | -                    | -                    | -                    | -           | -           | -           | 17     | 3      |
| 2014-2015             | Guingamp              | D1                    | 20         | 4          | CF              | 4               | 0               | -                    | -                    | -                    | -           | -           | -           | 24     | 0      |
| 2015-2016             | Guingamp              | D1                    | 15         | 1          | CF              | 1               | 0               | -                    | -                    | -                    | -           | -           | -           | 16     | 1      |
| Totale Guingamp       | Totale Guingamp       | Totale Guingamp       | 76         | 8          | -               | 9               | 0               | -                    | -                    | -                    | -           | -           | -           | 85     | 8      |
| 2016-2017             | Montpellier           | D1                    | 19         | 3          | CF              | 2               | 3               | -                    | -                    | -                    | -           | -           | -           | 21     | 6      |
| 2017-2018             | Montpellier           | D1                    | 19         | 5          | CF              | 5               | 3               | UWCL                 | 5                    | 0                    | -           | -           | -           | 29     | 8      |
| 2018-2019             | Montpellier           | D1                    | 22         | 13         | CF              | 1               | 0               | -                    | -                    | -                    | -           | -           | -           | 23     | 13     |
| 2019-2020             | Montpellier           | D1                    | 16         | 5          | CF              | 2               | 2               | -                    | -                    | -                    | -           | -           | -           | 18     | 7      |
| 2020-2021             | Montpellier           | D1                    | 11         | 1          | CF              | 1               | 0               | -                    | -                    | -                    | -           | -           | -           | 12     | 1      |
| 2021-2022             | Montpellier           | D1                    | 14         | 0          | CF              | 3               | 2               | -                    | -                    | -                    | -           | -           | -           | 17     | 2      |
| Totale Montpellier    | Totale Montpellier    | Totale Montpellier    | 101        | 27         | -               | 14              | 10              | -                    | 5                    | 0                    | -           | -           | -           | 120    | 37     |
| 2022                  | Angel City            | NWSL                  | 20         | 0          | CC              | -               | -               | -                    | -                    | -                    | -           | -           | -           | 20     | 0      |
| 2023                  | Angel City            | NWSL                  | 17         | 1          | CC              | 6               | 2               | -                    | -                    | -                    | -           | -           | -           | 23     | 3      |
| Apr.-lug. 2024        | Angel City            | NWSL                  | 10         | 1          | CC              | -               | -               | -                    | -                    | -                    | -           | -           | -           | 10     | 1      |
| Totale Angel City     | Totale Angel City     | Totale Angel City     | 47         | 2          | -               | 6               | 2               | -                    | -                    | -                    | -           | -           | -           | 53     | 4      |
| 2024-2025             | Lazio                 | A                     | 23         | 11         | CI              | 3               | 0               | -                    | -                    | -                    | -           | -           | -           | 26     | 11     |
| Totale carriera       | Totale carriera       | Totale carriera       | 278        | 54         | -               | 34              | 12              | -                    | 5                    | 0                    | -           | -           | -           | 317    | 66     |

## Palmarès

### Nazionale
- Campionato d'Europa under 19: 1

2013